# Рахленко, Александр Юрьевич
Алекса́ндр Ю́рьевич Рахле́нко (род. 11 марта 1961) — советский и российский актёр, режиссёр дубляжа и телеведущий.

## Биография
Родился 11 марта 1961 года в семье военных.
Дед — Леон Гдальевич Рахленко (1907—1986), белорусский актёр, режиссёр и театральный деятель, народный артист СССР.
Начинал играть в ленинградском Театре Ленинского комсомола, его способности были отмечены тогдашней артисткой Московского драматического театра «Сфера» Татьяной Дорониной.
В 1985 году, переехав в Москву, вступил в штат киностудии им. Горького, снимался в эпизодических ролях в кинофильмах студии. С того же времени стал работать на дублировании. Одним из первых режиссёров дубляжа, руководивших Рахленко, был Александр Курочкин. Далее работал над закадровыми переводами зарубежных фильмов, выходивших в эфир на каналах НТВ и «НТВ-Плюс».
В разное время дублировал Джейсона Стейтема, Николаса Кейджа, Уилла Феррелла, Мэла Гибсона, Хью Джекмана (серии фильмов о Людях Икс) и Тима Роббинса. С 2005 по 2016 год по инициативе Вячеслава Максакова также работал режиссёром дубляжа на «Мосфильме».
С конца 1990-х годов озвучивает рекламу, в том числе и предвыборные ролики (в 2003 году — от Союза правых сил, в 2018 году — от КПРФ). В разное время озвучивал анонсы предстоящих программ и фильмов на телеканалах ДТВ (2002—2003), киноканалов НТВ-Плюс и «ТВ Центр» (2010—2014), некоторые передачи на «Первом канале», «НТВ». Сотрудничал с «Радио Алла».
В 2004 году окончил Высшие курсы сценаристов и режиссёров (мастерскую В. Мотыля, Н. Рязанцевой). В 2008 году был одним из ведущих программы «День веков. Хронограф» на канале «365 дней».
В 2010-х годах как режиссёр поставил несколько авторских антрепризных постановок: «Поэтический экзерсис» (2012—2013 годы), «Мы — эгосапиенсы» (2017—2019 годы) и «Неудовлетворённые» (2019 год).
Более десяти лет изучает каббалу в «Московском каббала центре». Озвучивал аудиокниги «Сатан: Автобиография, рассказанная Йегуде Бергу» и «Сила каббалы: 13 принципов преодоления трудностей и достижения своего предназначения».

## Фильмография
1. 1981 — Все деньги с кошельком (короткометражный) — покупатель дома
2. 1983 — Белые росы — новосёл
3. 1983 — Жил-был Пётр — Юра
4. 1983 — Чёрный замок Ольшанский — Клепча
5. 1983 — Куда идёшь, солдат? — рядовой
6. 1986 — С неба на землю
7. 1987 — Визит к Минотавру — Сергей Леонидов, инспектор Ленинградского уголовного розыска
8. 1987 — Команда «33» — замполит, капитан Цветков
9. 1988 — Сержант (в составе киноальманаха «Мостик»)
10. 1988 — Государственная граница. Солёный ветер — Любимов
11. 1988 — Ёлки-палки! — спасатель Николая
12. 1989 — Из жизни Фёдора Кузькина — председатель выездного суда
13. 1990 — Униженные и оскорблённые — эпизод
14. 1991 — Заряженные смертью — Анатолий Чертин, капитан II ранга, старший помощник капитана ПСКР «Андропов»
15. 1991 — Умирать не страшно
16. 2006 — Вызов — Георгий Маркович Мартынов (фильм № 3 «Чужая тень»)
17. 2010 — Дом образцового содержания

## Дубляж и закадровое озвучивание

### Фильмы
Перечислены в основном работы актёра на дубляже.

#### Хью Джекман[6][2]
- Дэдпул 2 (2018) — Логан / Росомаха
- Величайший шоумен (2017) — Финеас Тейлор Барнум
- Логан (2017) — Логан / Росомаха / Джеймс Хоуллет, X-24
- Эдди «Орёл» (2016) — Бронсон Пири
- Люди Икс: Дни минувшего будущего (2014) — Логан / Росомаха
- Росомаха: Бессмертный (2013) — Логан / Росомаха
- Муви 43 (2013) — Дэвис
- Живая сталь (2011) — Чарли Кентон
- Люди Икс: Первый класс (2011) — Логан / Росомаха
- Рекламные ролики чая Lipton (2010—2014)
- Люди Икс: Начало. Росомаха (2009) — Логан / Росомаха
- Фонтан (2006) — Томас / Томми / доктор Том Крео / конкистадор-капитан
- Престиж (2006) — Роберт Энджер
- Люди Икс: Последняя битва (2006) — Логан / Росомаха
- Люди Икс 2 (2003) — Логан / Росомаха
- Люди Икс (2000) — Логан / Росомаха

#### Николас Кейдж
- Медальон (2012) — Уилл Монтгомери[2]
- Призрачный гонщик 2 (2012) — Джонни Блэйз / Призрачный гонщик[2]
- Время ведьм (2010) — Бэйман фон Бляйбрук[2]
- Знамение (2009) — Джон Кестлер[2]
- Опасный Бангкок (2008) — Джо[2]
- Пророк (2007) — Крис Джонсон[2]
- Оружейный барон (2005) — Юрий Орлов[2]

#### Джейсон Стейтем
- Эффект колибри (2013) — Джоуи[2]
- Перевозчик 3 (2008) — Фрэнк Мартин[2][7]
- Ограбление на Бейкер-Стрит (2008) — Терри[2][7]
- Война (2007) — Кроуфорд[2][7]
- Адреналин (2006) — Чев Челиос[6][7]
- Револьвер (2005) — Джейк Грин[6][7]

#### Тим Роббинс
- Зелёный Фонарь (2011) — сенатор Роберт Хаммонд[2]
- Война миров (2005)[2]
- Таинственная река (2003) — Дэйв Бойл[2]

#### Ричард Гир
- Хатико: Самый верный друг (2008) — Паркер Уилсон[6]
- Красотка (1990) — Эдвард Льюис (дубляж Первого канала)[6]

#### Другие фильмы
- 16 кварталов (2006) — детектив Джек Мосли (Брюс Уиллис)[2]
- Чего хотят женщины (2000) — Ник Маршалл (Мел Гибсон)[6]
- Догма (1999) — Бартелби (Бен Аффлек)[8]
- Вид на жительство (1990) — Жорж (Жерар Депардьё)[2]

### Телесериалы
- 1996 — Полтергейст: Наследие — все мужские роли (закадровый перевод для ОРТ)[2]
- 1987 — Дикая Роза — Пабло Мендисабаль — Альберто Майяготтиа[6]
- 1984 — 1996 — Она написала убийство — все мужские роли (закадровый перевод НТВ-Плюс для ТНТ)[2]

## Озвучивание

### Телепередачи
- Совершенно секретно (2002) — НТВ
- Сельский час (2005—2009) — Россия
- В мире людей (2008) — Первый канал
- Минута славы (2010) — Первый канал

### Документальные фильмы
- Тамара Синявская. Созвездие любви (2018) — Первый канал
- Михаил Пуговкин. Боже, какой типаж (2018) — Первый канал
- Николай Добронравов. Как молоды мы были (2018) — Первый канал
- Леонид Броневой. Заметьте, не я это предложил (2018) — Первый канал
- Сергей Соловьев. АССА — пароль для своих (2019) — Первый канал
- Война после Победы (2020) — ТВ Центр
- Наталья Варлей. Одна маленькая, но гордая птичка (2022) — Первый канал
- Штирлиц навсегда. Рождение легенды (2023) — Первый канал
- Короли моды (2023—2024) — ТВ Центр
- Олег Янковский. Тот самый (2024) — ТВ Центр

### Телесериалы
- 2008 — Знахарь — Константин Разин[9]

## Режиссёр дубляжа
- 2012 — В доме[10]
- 2012 — Медальон[11]
- 2012 — Средь бела дня[12]
- 2012 — Цветы войны[13]
- 2012 — Между[14]
- 2011 — Резня[15]
- 2010 — Секс в большом городе 2[2]
- 2009 — Дориан Грей[6]
- 2005 — Спуск[6]